# Krkavčina
Krkavčina je přírodní rezervace západně od obce Oslov v okrese Písek chráněná z důvodu přítomnosti reliktního boru s výskytem medvědice lékařské (Arcylostaphylosis uva-ursi). Oblast se nachází na pravém břehu řeky Otavy, kde řeka již tvoří vodní plochu Orlické přehrady. Zřízena byla Ministerstvem kultury ČSR již 31. května 1974. Chráněny jsou 110 až 200 let staré porosty blízké původnímu lesu rostoucí na těžko přístupných skalách čnících nad řekou. Vyjma zmiňované hojné medvědice lékařské se zde ojediněle vyskytuje též měsíčnice vytrvalá (Lunaria rediviva) řadící se mezi vzácnější druhy vyžadující pozornost a řídce i jestřábník bledý (Hieracium schmidtii). Dle pozorování je patrné, že zde pravidelně hnízdní výr velký (Bubo bubo).
Přírodní rezervace je volně a snadno dostupná po červené značené naučné stezce Partyzánské začínající v obci Oslov. Dle plánu péče není lokalita přímo ničím ohrožena, nicméně existuje několik potenciálních hrozeb jako například přemnožení spárkaté zvěře či nevhodné zemědělské hospodaření na přilehlých pozemcích.
Přibližně 1,5 km jižně od území se na stejném břehu nachází další přírodní rezervace Výří skály u Oslova, na druhém břehu pak rezervace Dědovické stráně.

## Lokalita
Přírodní rezervace se nachází v Jihočeském kraji v okrese Písek u obce Ostrovec v katastrálním území obce Dědovice, nicméně pro přístup je potřebné dorazit od obce Oslov, jelikož jak Dědovice tak i Ostrovec se nachází na opačném břehu řeky Otavy. Samotná oblast leží na skalnatých stráních v meandru řeky Otavy nad zátopovou hladinou přehradní nádrže Orlík. Jelikož předmětem ochrany jsou skalnaté stráně, je zde značná výšková členitost terénu dosahující od 353 do 410 m n. m. V jižní části protíná území příčná rokle s periodickým vodním tokem.

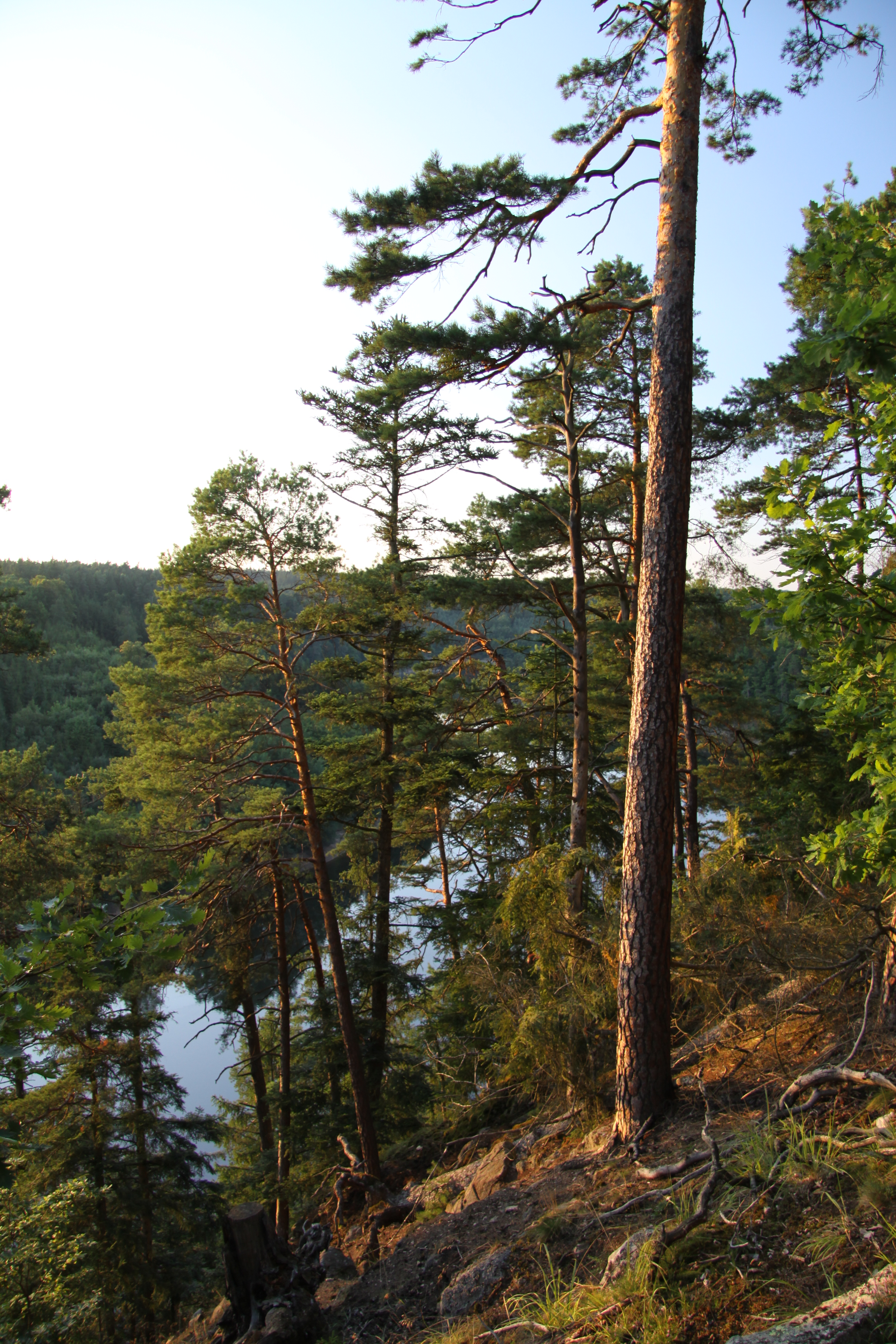
Na vrchu rezervace se nachází vyhlídka umožňující výhled na meandr řeky Otavy

Oblast se rozkládá na ploše 6,0804 ha, z čehož na vodní plochy má připadat 1,3996 ha a na lesní pozemky 4,6808 ha. Okolo chráněného území se rozkládá dle zákona 50 metrové ochranné pásmo.

## Historie
Chráněné území bylo vyhlášeno výnosem číslo 3606/74 Ministerstvem kultury ČSR 22. února 1974 s datem účinnosti od 31. května 1974. Následně bylo 11. června 1992 znovu vyhlášeno Ministerstvem životního prostředí ČR s účinností od 13. srpna 1992.
Předpokládá se, že vlivem složitých podmínek na lokalitě (strmé svahy) nebyla oblast pravděpodobně v historii významně hospodářsky využívána.

## Přírodní poměry

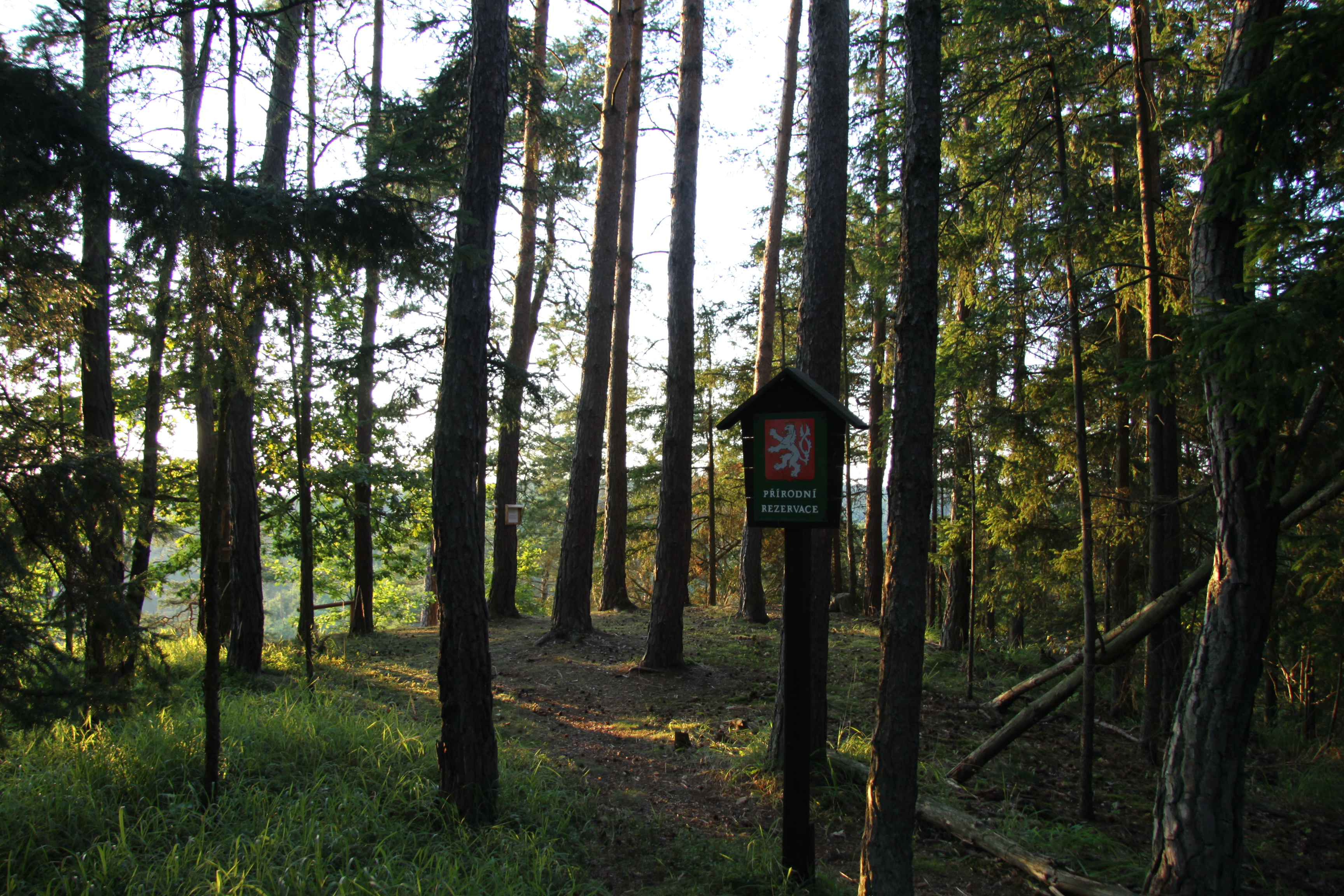
Vstup na lokalitu

Území spadá do klimatické oblasti MT11, pro které je charakteristické mírně teplá zima a dlouhé, teplé a suché léto. Z geomorfologického pohledu spadá území do Táborské pahorkatiny.

### Geologie
Oblast leží většinou na horninovém podkladu tvořeným usměrněným amfibol-biotitickým a biotitickým granodioritem červenského typu. V severní části území zasahuje výběžek biotitického granodioritu zvíkovského typu (středočeský pluton). Horniny jsou variského stáří. Na tomto horninovém základu se vyvinul půdní profil tvořený převážně kambizemí typicky kyselou. Na skalnatých výchozech pak dominuje typický a kambizemní ranker, oproti tomu na dně rokle kyselá kambizem pseudoglejová s glejem typickým.

### Hydrologie
Jelikož se jedná o svah nad řekou, je celá oblast odvodňována právě řekou Otavou vlévající se později do Vltavy.

### Flora

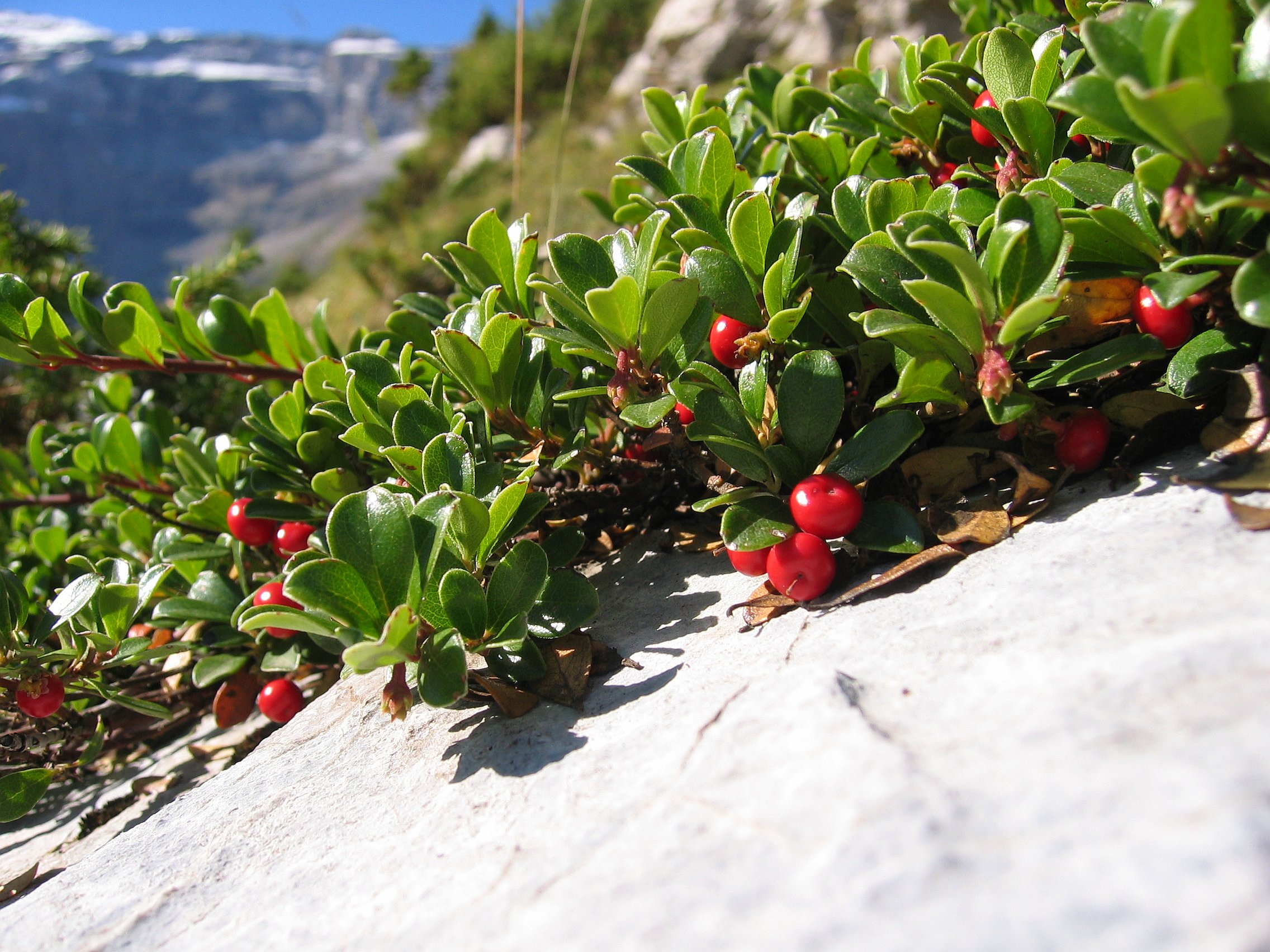
Ilustrační snímek medvědice lékařské

Na skalních srázech rostou porosty reliktních acidofilních jestřábníkových a lišejníkových borů. Konkrétně se jedná o acidofilní metlicové jedliny svazu Luzulo-Fagion asociace Deschampsio flexuosae-Abietetum rostoucích na 30 % území v části zastíněných svahů. 49 % pokrývá mozaika svahových acidofilních bikových bučin svazu Luzulo-Fagion asociace Luzulo-Fagetum, v oblasti rokle a dolní části nad řekou Otavou se pak na 10 % plochy území vyskytuji suťové habrové javořiny svazu Tilio-Acerion asociace Aceri-Caprinetum, po 5 % rozlohy připadá na reliktní acidofilní jestřábníkové bory svazu Dicrano-Pinion asociace Hieracio pallidi-Pinetum, dále na reliktní acidofilní lišejníkové bory svazu Dicrano-Pinion asociace Cladonio rangiferinae-Pinetum sylvestris a na ostrůvky nelesní skalní vegetace na ostrožnách a skalních stupních svazu Asplenion septentrionalis. Lesní porosty dosahují stáří mezi 110 až 200 let a jsou ponechávány přirozenému vývoji, částečně kvůli nedostupnosti příkrých svahů.

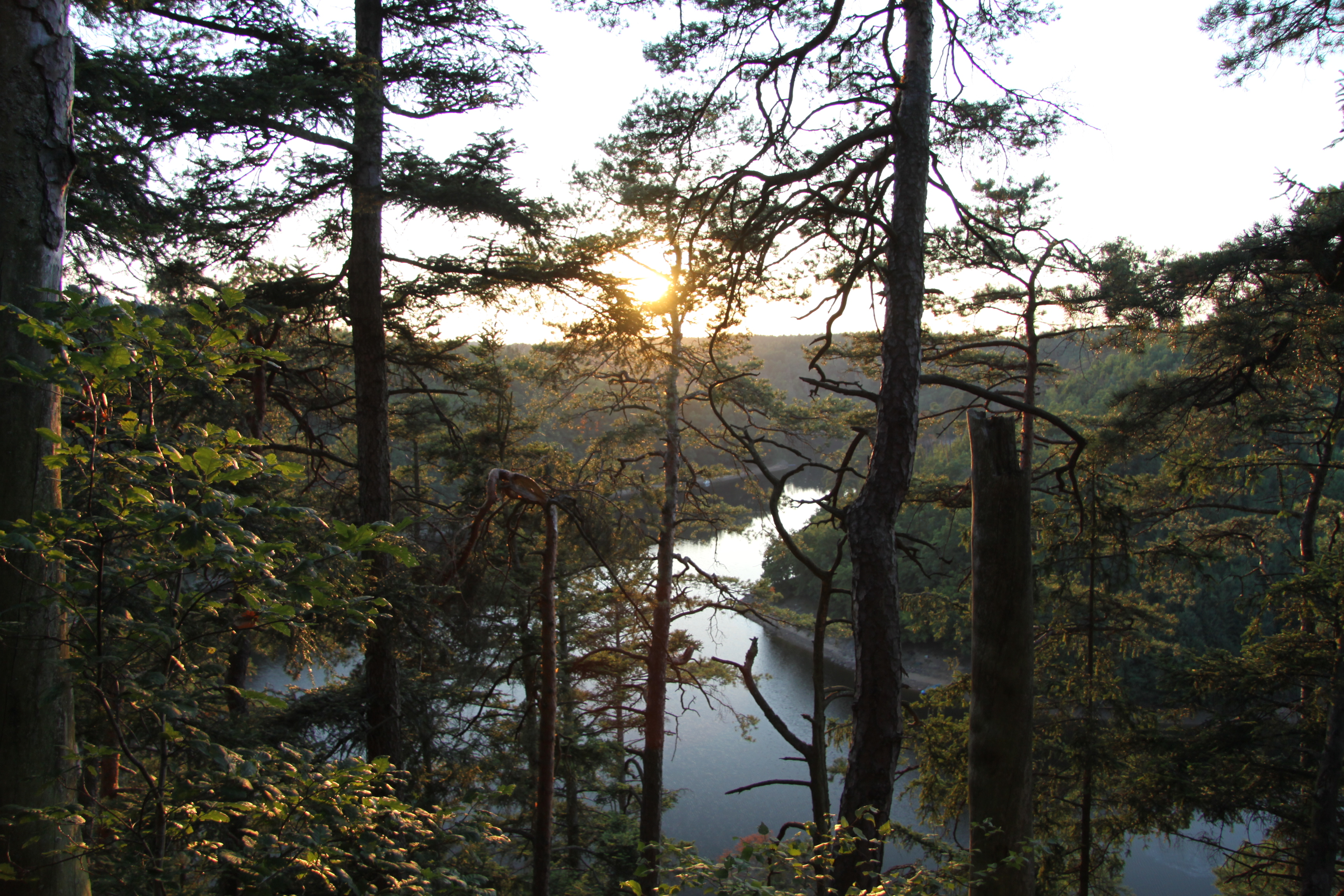
V horní části rezervace převládá porost borovice lesní

Stromové patro tvoří smrk ztepilý (Picea abies) rostoucí přibližně na 2,25 ha, borovice lesní (Pinus sylvestris, 2,19 ha), jedle bělokorá (Abies alba, 1,08 ha), modřín opadavý (Larix decidua, 0,03 ha), dub zimní (Quercus petraea, 0,31 ha), dub červený (Quercus rubra), buk lesní (Fagus sylvatica, 0,13 ha), habr obecný (Carpinus betulus), javor klen (Acer pseudoplatanus) či olše lepkavá (Alnus glutinosa). Jiný zdroj zmiňuje ještě výskyt lípy malolisté (Tilia cordata) a břízy bělokoré (Betula pendula). V oblasti vlhčí rokle je výskyt smrku ztepilého původní.
Keřové patro tvoří převážně líska obecná (Corylus avellana), zimolez obecný (Lonicera xylostemum), růže převislá (Rosa pendulina), vzácně i jalovec obecný (Juniperus communis). Bylinné patro reprezentují druhy jako např. pižmovka mošusová (Adoxa moschatellina), svízel lesní (Galium sylvaticum), jaterník podléška (Hepatica nobilis), samorostlík klasnatý (Actaea spicata), měsíčnice vytrvalá (Lunaria rediviva), bažanka vytrvalá (Mercurialis perennis). V oblastech borových lesů je bohatě zastoupeno i lišejníkové patro, ve kterém převažují druhy dutohlávek Cladonia rangiferina či Cladonia stellaris. S ohledem na rozdílné podmínky v borových lesů se zde nachází i jiné druhové složení bylinného patra, kde jsou zastoupeny druhy jako např. kostřava ovčí (Festuca ovina), metlička křivolaká (Avenella flexuosa), vřes obecný (Calluna vulgaris), kokořík vonný (Polygonatum odoratum), jestřábník bledý (Hieracium schmidtii), pavinec modrý (Jasione montana), řimbaba chocholičnatá (Pyrethrum corymbosum), tolita lékařská (Vincetoxicum hirundinaria), či rozchodník skalní (Sedum reflexum).

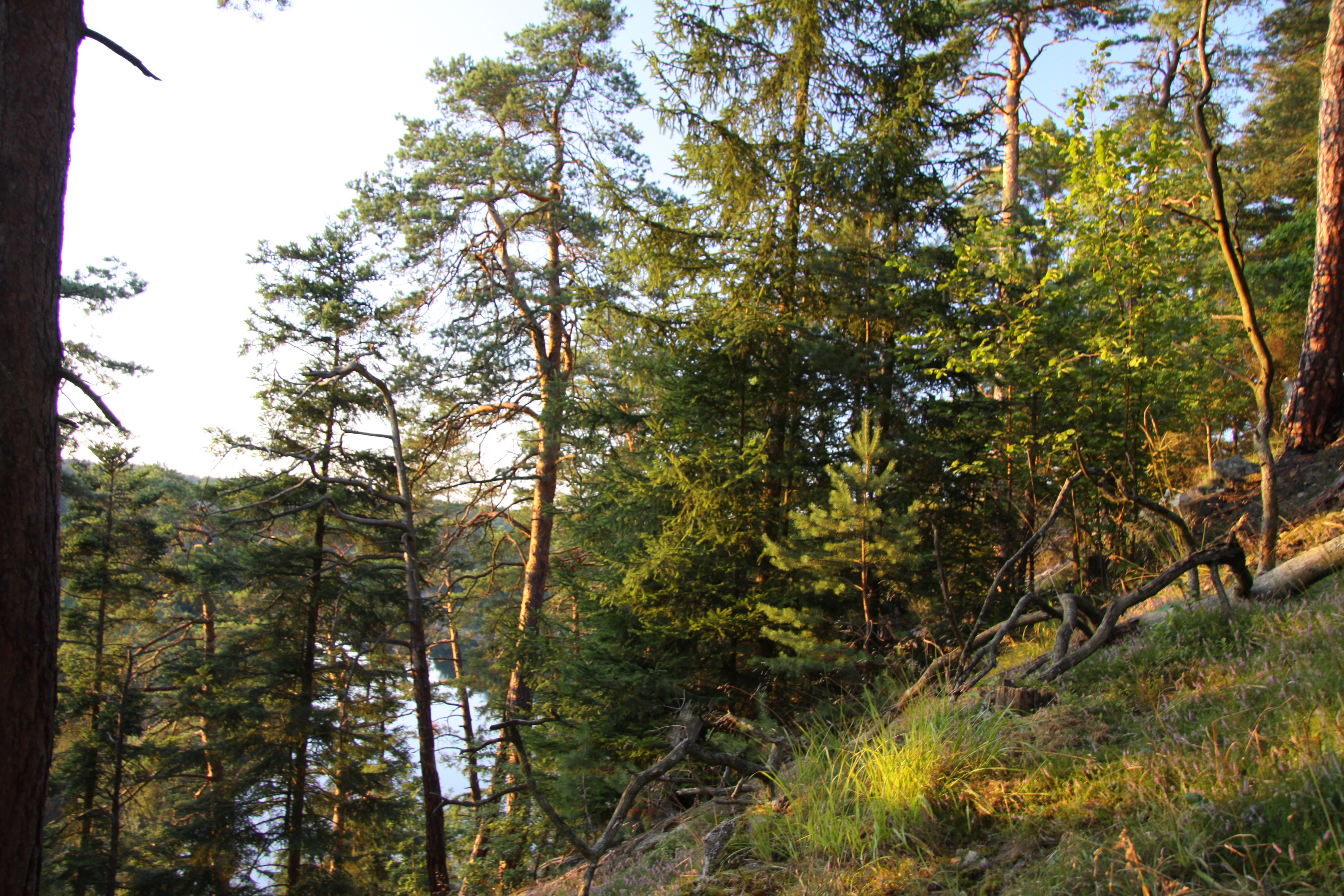
Pohled na bylinné patro

Mezi nejvýznamnější místní druhy patří silně ohrožená medvědice lékařská (Arcylostaphylosis uva-ursi) s hojnou populací rostoucí na skalním substrátu. Ojediněle se zde vyskytuje též měsíčnice vytrvalá (Lunaria rediviva) řadící se mezi vzácnější druhy vyžadující pozornost. Byl zde taktéž popsán řídký výskyt jestřábníku bledého (Hieracium schmidtii).

### Fauna
Z hmyzu se zde vyskytuje z čeledi Pythidae vzácný reliktní hladkokrovec Pytho depressus, který je v České republice znám jen z několika málo lokalit. Taktéž zde byla popsána mnohonožka Glomeris guttata, chvostnatka Lepismachilis rozsypali, nosatec Rhynchaenus lonicerae, z dvoukřídlých pak bedlobytka Pyratula zonata, březnice Hydrellia cochleariae, vláhomilka Pherbellia annulipes a slunilka Fannia postica.
Z ptáků zde pravidelně hnízdí ohrožený výr velký (Bufo bufo).
Vyjma uvedených druhů se zde vyskytují taktéž obvyklé druhy obratlovců charakteristické pro lesy.

## Ochrana

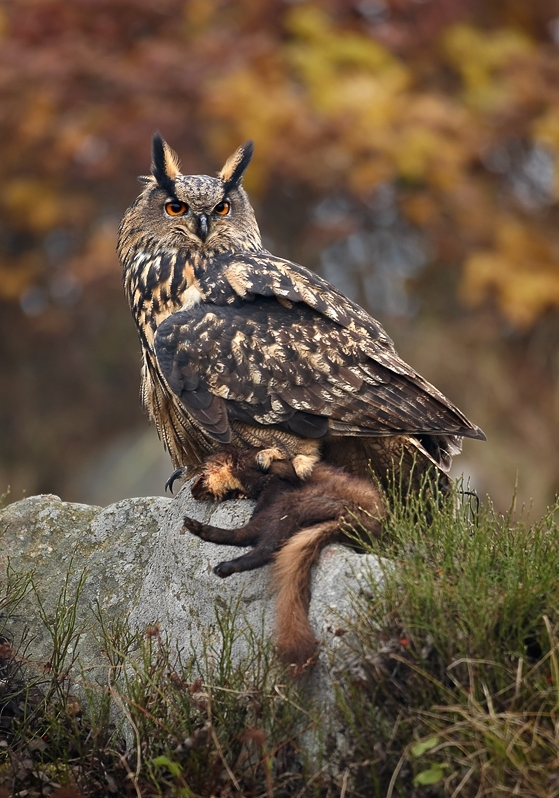
Ilustrační fotografie výra velkého (Bubo bubo)

Dle plánu péče je dlouhodobým cílem ochrany o přírodní rezervaci zachování přirozených porostů svahových acidofilních jedlin, suťových habrových javořin a skalních reliktních borů. Mezi potenciální nebezpečí ohrožující rezervaci patří blízké zemědělsky využívané plochy, ze kterých může docházet ke splachům hnojiv a tím ovlivňování chemismu lokality. Plán péče dále zmiňuje, že potenciální nebezpečí mohou představovat i nadměrné stavy spárkaté zvěře ovlivňující přirozenou obnovu lesa. Pro udržení nízkých stavů zvěře se nedoporučuje na území rezervace či do jejího ochranného pásma umisťovat krmná zařízení pro zvěř.
Ve snaze přiblížit druhovou skladbu lesa přirozené plán péče doporučuje postupně měnit skladbu na úkor jehličnanů směrem k listnáčům. Lesy spravuje Správa lesů města Písku.

## Turismus
Oblast je přístupná po asfaltové komunikaci vedoucí z obce Oslov do osady U Chyšáků. Odtud pak vede jak značená turistická stezka, tak i naučná stezka Partyzánská. Značená turistická stezka prochází skrze celé území a dále vede do přírodní rezervace Výří skály u Oslova, oproti tomu naučná stezka po chvíli kopíruje jeho východní hranici.
Vstup na území lokality není zakázán, nicméně zakázáno je například provozovat horolezectví na skalách.